# Alej ke kříži
Alej ke kříži, nazývaná také Ovocná alej, je alej ovocných stromů a keřů u Jistebníka v okrese Nový Jičín v Moravskoslezském kraji. Geograficky leží v nížině Oderská brána a v Horním Slezsku.

## Historie a popis aleje
Alej ke kříži byla vysazená 13. listopadu 2021 a to po obou stranách části polní cesty z Jistebníku do Fonovic (část města Klimkovice). Vede podél obnoveného Knoppova kříže z roku 1848. V aleji bylo vysazeno 100 kusů vysokých špičáků tradičních odrůd hrušní, jabloní, slivoní a jeřábů a také 116 kusů keřů trnek, růží a lísek. Výsadbou tak vznikl nový krajinný estetický a ekologický prvek s liniovou zelení s pozitivním dopadem na biologickou diverzitu, fragmentaci velkých bloků orné půdy, koridoru pro rostliny a zvířata, zvýšení ochrany zemědělské půdy proti erozi v extravilánu obce Jistebník. Délka aleje je cca 523 m a na její výsadbě se podíleli místní spolky a občané za finančního přispění z projektů.

## Další informace
Alej je celoročně volně přístupná.

## Galerie

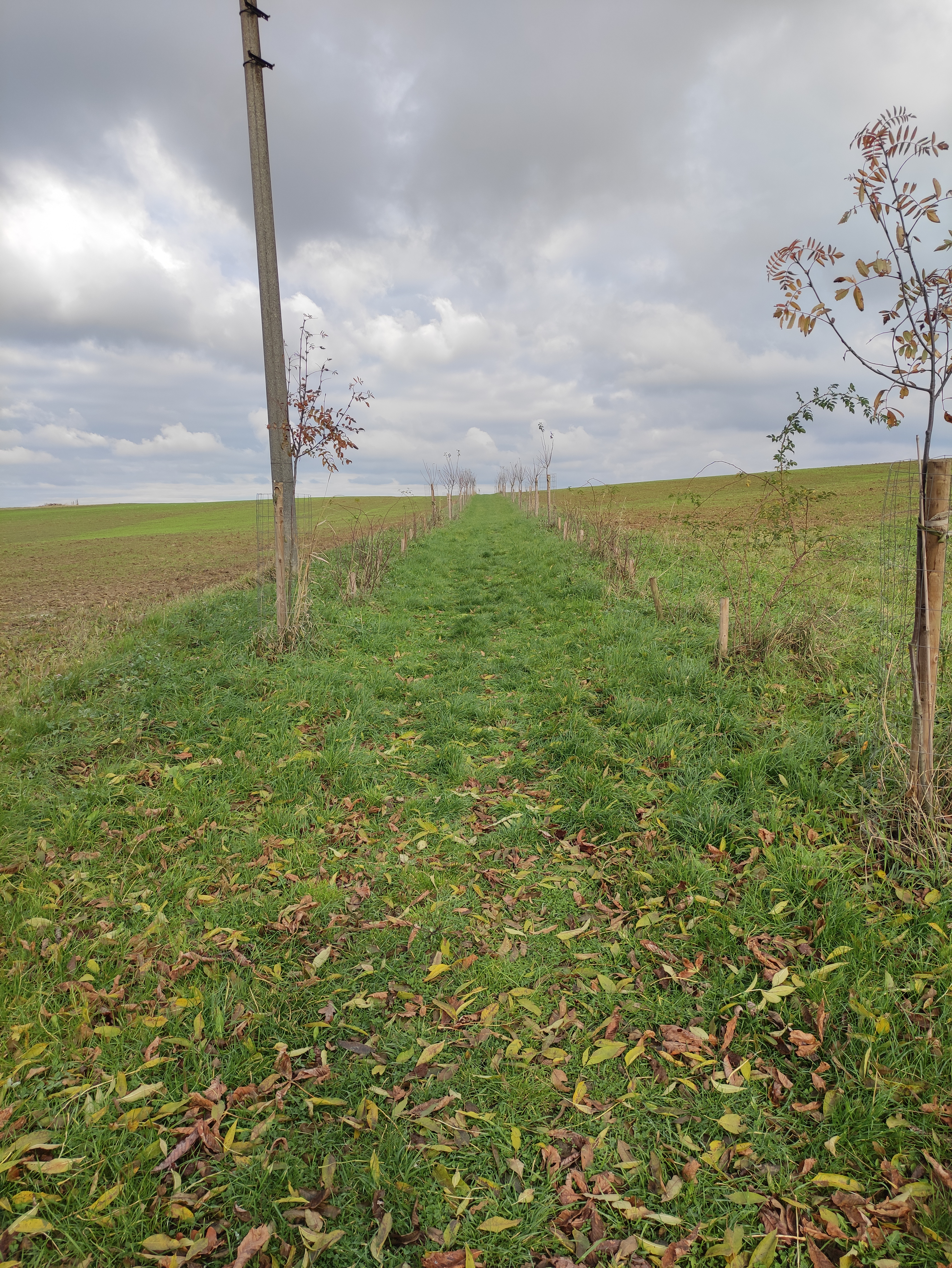
Alej v listopadu 2023
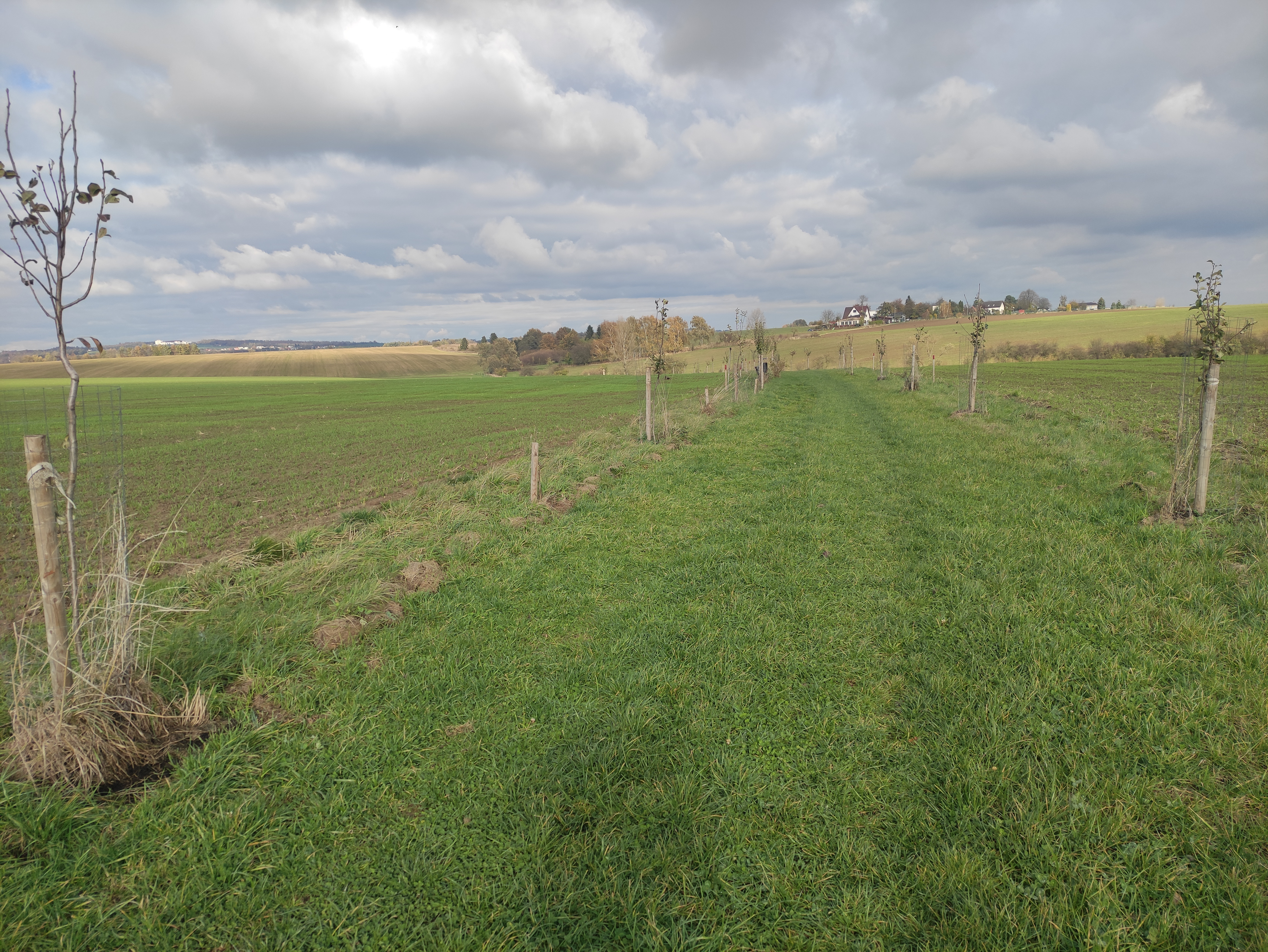
Alej v listopadu 2023
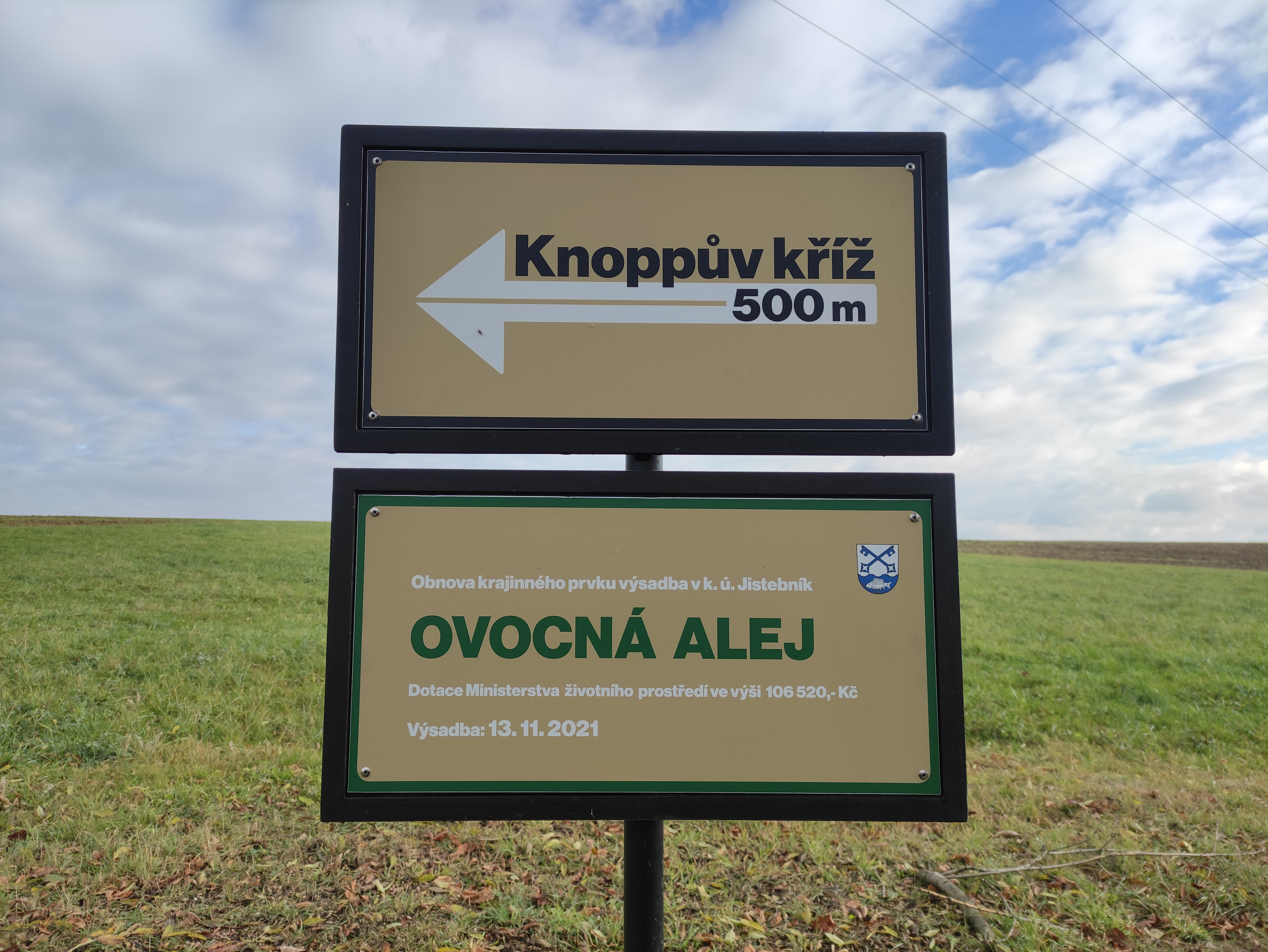
Ukazatele směru